# Neuer Hagen
Der Neue Hagen, auch Niedersfelder Hochheide genannt, ist ein 73,89 ha großes Naturschutz- und FFH-Gebiet im nordöstlichen Rothaargebirge am Nordhang des Clemensbergs (ca. 837 m ü. NHN) im Hochsauerlandkreis im Südosten von Nordrhein-Westfalen. Es ist die größte Berghochheide Nordwestdeutschlands.

## Geographische Lage und Klima
Der Neue Hagen liegt an der Landesgrenze zu Hessen zwischen dem Clemensberg, dem Langenberg (843,2 m), dem Hopperkopf (832,3 m) und dem Hegekopf (842,9 m) 4,5 km südwestlich von Willingen und 2 km östlich von Niedersfeld, einem Ortsteil von Winterberg.
Das Gebiet liegt auf 740 und 830 m Höhe. Durchzogen ist es von der Wasserscheide zwischen Ruhr und Diemel, die Teil der Rhein-Weser-Wasserscheide ist. Im Gebiet entspringt in mehreren Quellmulden die Hoppecke, ein Zufluss der Diemel. Hindurch verlaufen ein Historischer Wanderweg und der Rothaarsteig.
Die mittlere Temperatur beträgt im langjährigen Mittel 5 °C und die mittlere Niederschlagsmenge 1454 mm.
Am östlichen Ende des Neuen Hagen liegt in Hessen auf dem Gemeindegebiet von Willingen das Naturschutzgebiet Alter Hagen, mit 143,55 ha Fläche. Der Alte Hagen wurde 1989 als Naturschutzgebiet ausgewiesen und ist Teil des FFH-Gebietes NSG-Komplex bei Willingen (Nr. 4718-301).

## Naturschutzgebiet Neuer Hagen
1965 wies die Bezirksregierung Arnsberg das Gebiet erstmals als Naturschutzgebiet (NSG) aus. Im Landschaftsplan Winterberger Hochfläche wurde der Neue Hagen 1983 vom Hochsauerlandkreis in einer Größe von 76,5 ha erneut als Naturschutzgebiet ausgewiesen. 2008 wurde das Gebiet von Hochsauerlandkreis im Landschaftsplan Winterberg in einer Größe von 73,8 ha wieder als NSG ausgewiesen.
Im Jahr 2006 wurde der Neue Hagen vom Land NRW zusätzlich als FFH-Gebiet (DE 4717-302) Neuer Hagen in einer Größe von 74 ha ausgewiesen.

## Landschaftsbild und Geschichte
Im Gebiet Neuer Hagen haben sich durch menschliche Nutzung eine einzigartige Heidelandschaft, von heute etwa 60 ha, und ein Hochmoorgebiet von 17 ha mit einer seltenen Tier- und Pflanzenwelt entwickelt. Sie ist die größte Hoch- oder Bergheide Nordrhein-Westfalens und hat sich durch jahrhundertelange Rinderbeweidung und Plaggnutzung aus ehemaligen Buchenwäldern entwickelt. Auf dem Messtischblatt 4717 (Niedersfeld) von 1898 ist das Heidegebiet Neuer Hagen selbst noch 174 ha groß und es gab insgesamt noch 1.240 ha Heideflächen. Der Großteil der Heideflächen um Niedersfeld und auch Randflächen des Neuen Hagen wurden zwischen 1930 und 1950 mit Fichten aufgeforstet. Heute ist das Naturschutzgebiet von Fichtenwäldern umgeben, nur im Südwesten grenzt der große Steinbruch Clemensberg an. Die jahrhundertelange Plaggnutzung der Heideflächen und Rinderbeweidung der Moorbereiche wurde bereits um 1920 eingestellt, was in der Folgezeit zu einer Überalterung der Heide führte. Große Teile der Heide wurde durch die Drahtschmiele und/oder Bäume besiedelt.
Erste Anstrengungen, den Heidecharakter des Gebietes zu erhalten, wurden Mitte der 1950er Jahre unternommen. Ab dieser Zeit wurden wiederholt Fichten bis zu einer Höhe von zwei Metern, welche sich durch Samenanflug angesiedelt hatten, abgesägt. Von 1962 bis 1970 wurden jährlich einzelne ältere Fichten entfernt. Im Jahr 1971 wurden kleinere Teilflächen abgebrannt, gemäht oder gefräst. In den Jahren 1976 und 1980 wurden Teilflächen gemulcht, wobei das Mulchmaterial teilweise auf der Fläche verblieb oder abgefahren wurde. In den Jahren 1985 bis 1985 kam es zu umfangreichen Gehölzentfernungen. Im Jahr 1986 erstellte der Verein für Natur- und Vogelschutz im Hochsauerlandkreis einen Biotop-Managementplan für das Gebiet. Von 1989 bis 2004 wurden etwa 8,3 ha der Heide maschinell geplaggt, was bedeutet, dass die Vegetationsdecke mit so genannten Plagghobeln oder Baggern flach unterstochen bzw. abgehoben und entfernt wurde. Auf den maschinell geplaggten Flächen breiteten sich die typischen Pflanzenarten der Hochheide, wie Besenheide, Preiselbeere und Blaubeere wieder aus. Im Jahr 2009 wurden große Teile der Heide mit dem Freischneider gemäht um den neuerlichen Gehölzanflug zu beseitigen.
Die Pflegemaßnahmen wurden bis 1984 durch den Sauerländischen Gebirgsverein durchgeführt. Von 1985 bis 1986 war die Untere Landschaftsbehörde des Hochsauerlandkreises federführend. Ab 1987 übernahm die Biologische Station Hochsauerlandkreis die Leitung der Pflege.
Seit Juni 1987 wird die Heide durch das Bigger Josefsheim der Josefs-Gesellschaft mit Heidschnucken, einer speziellen Schafrasse aus der Lüneburger Heide, und Ziegen beweidet. Auch die Grünlandflächen des Naturschutzgebietes Alter Hagen, welches sich östlich des NSG Neuer Hagen befindet, werden von der Herde des Bigger Josefsheims beweidet. Der Schafpferch befand sich bis 2014 östlich des NSG und seit 2014 östlich des Clemensbergs.

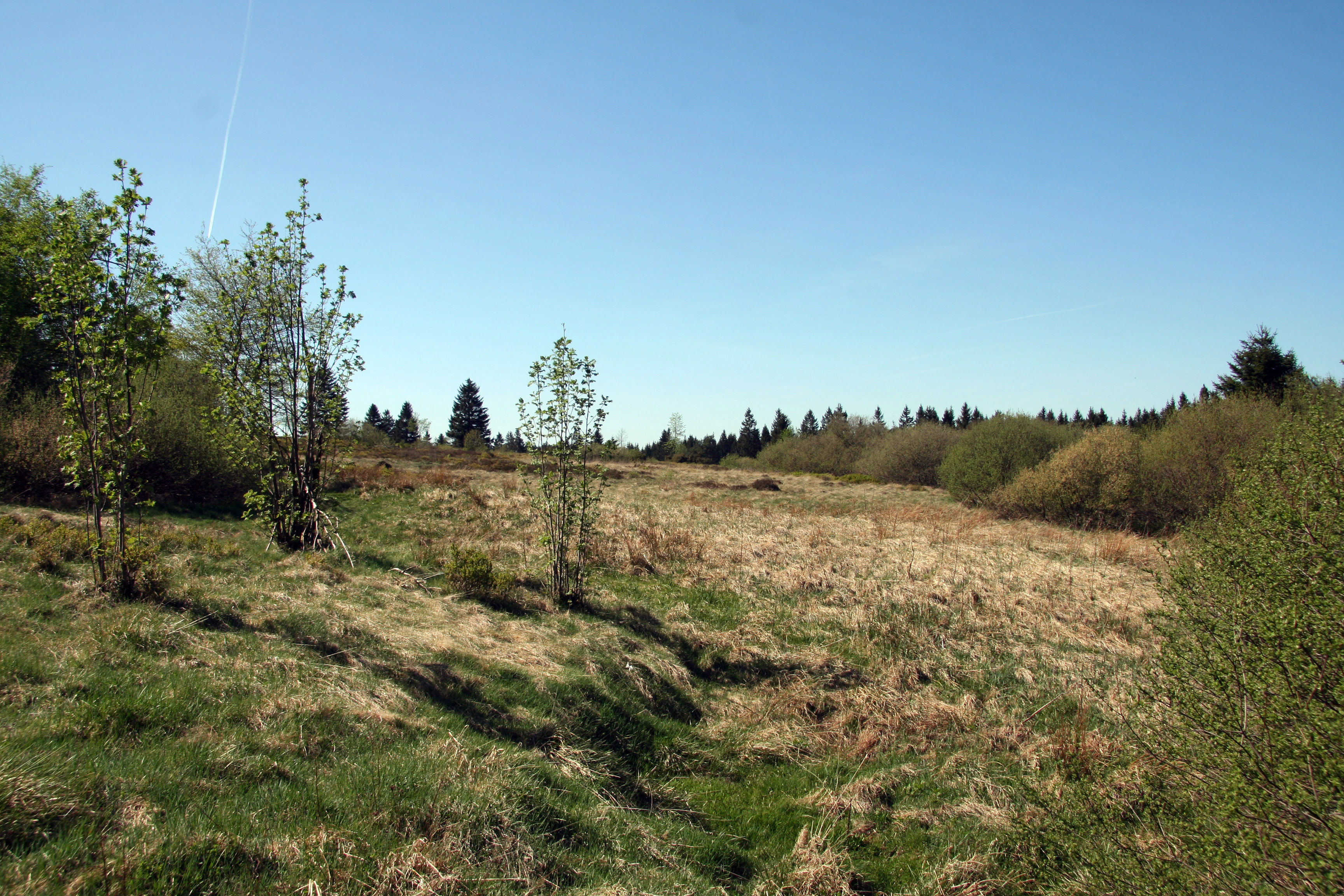
Neuer Hagen (auch: Niedersfelder Hochheide)
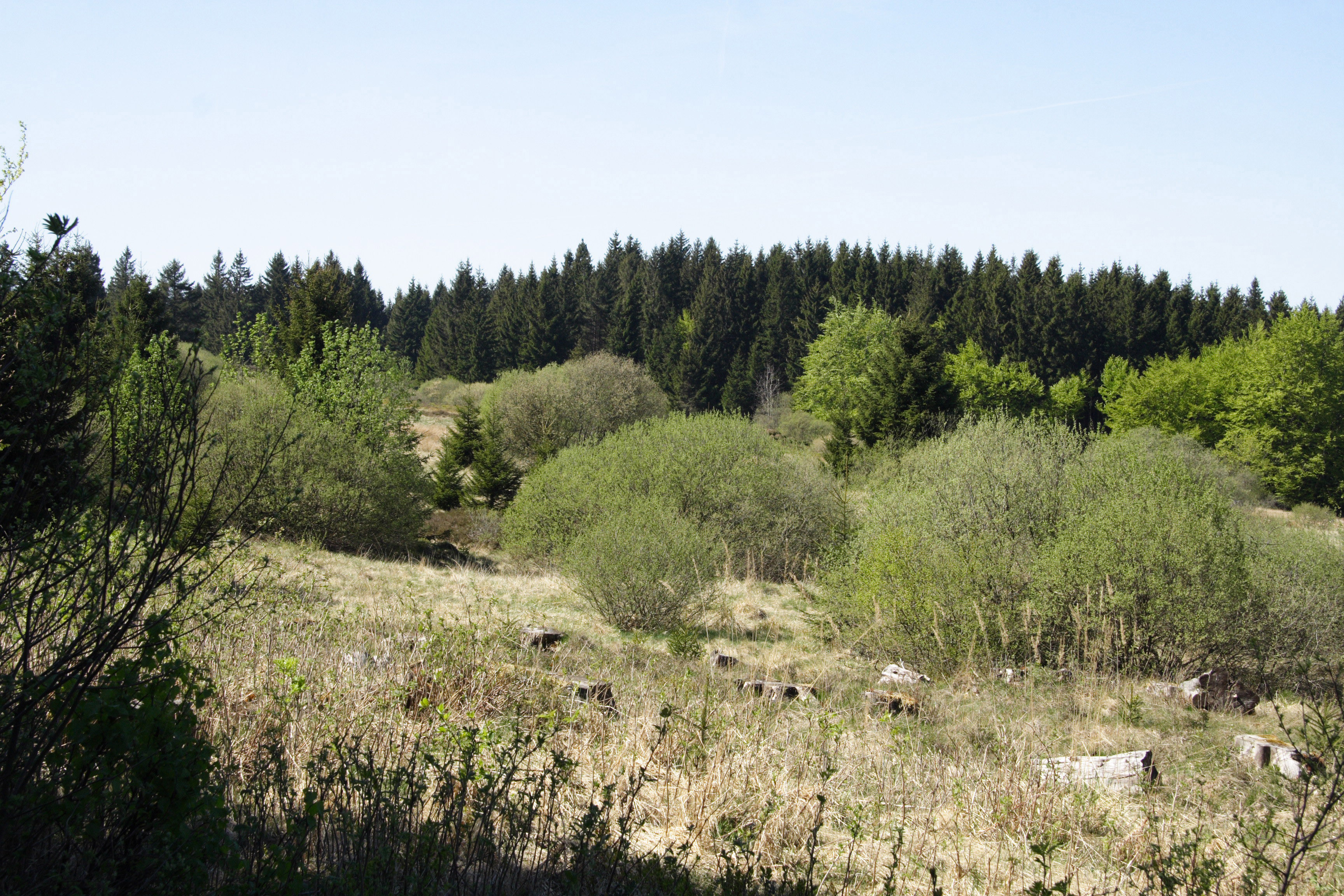
Neuer Hagen
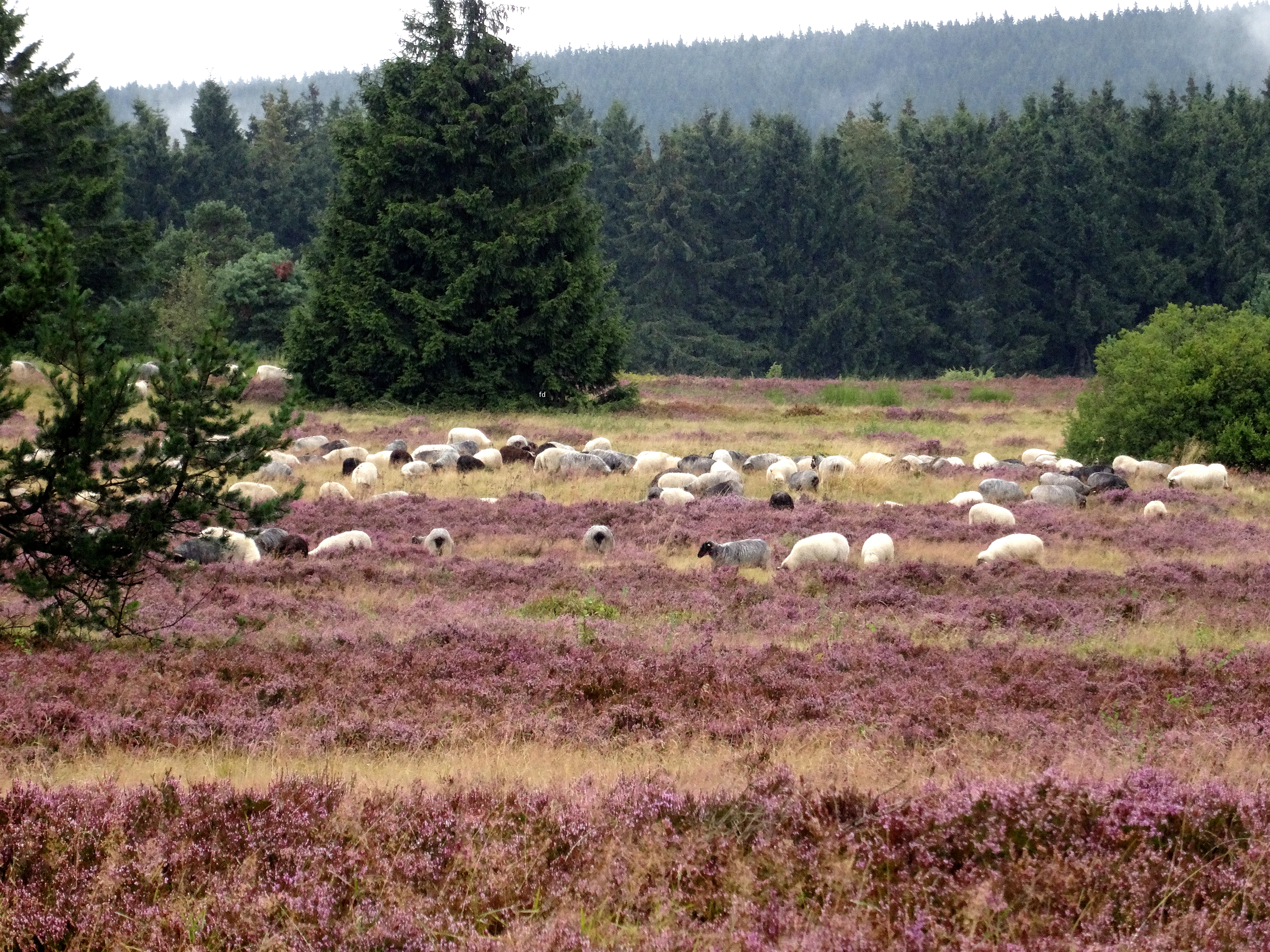
Weidende Heidschnucken
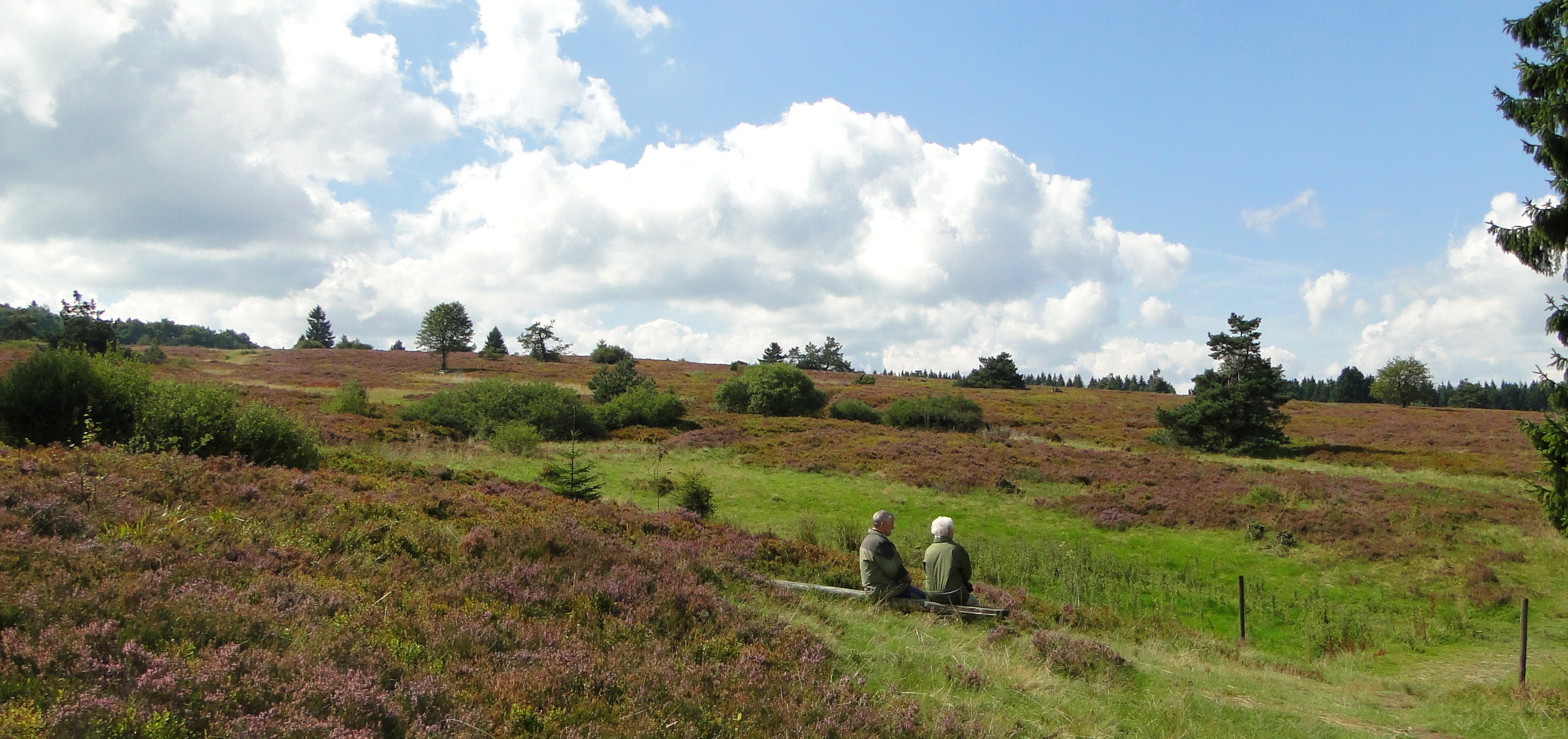
Blühende Heide im September
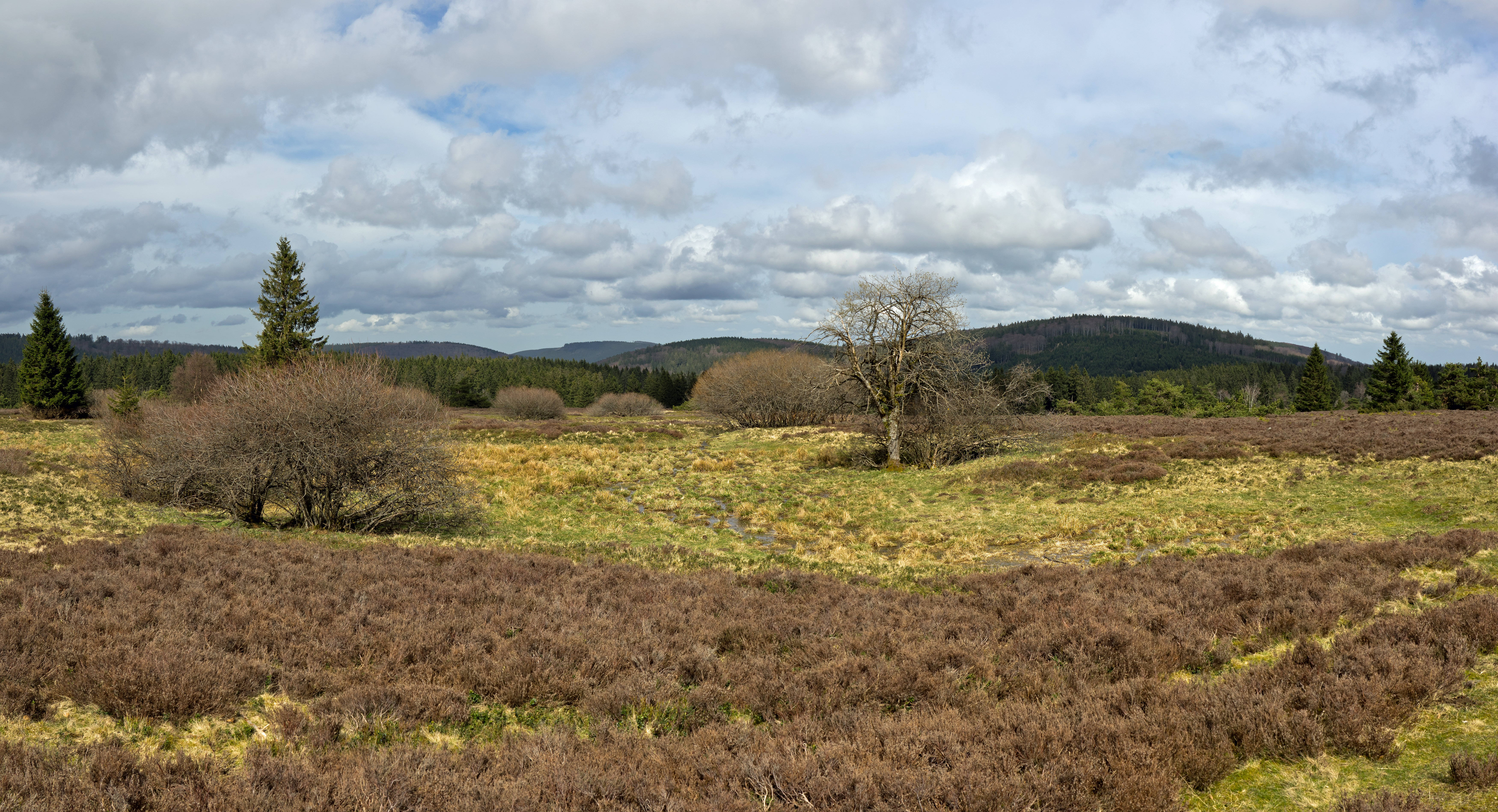
Blick über die Hochheide Ende März
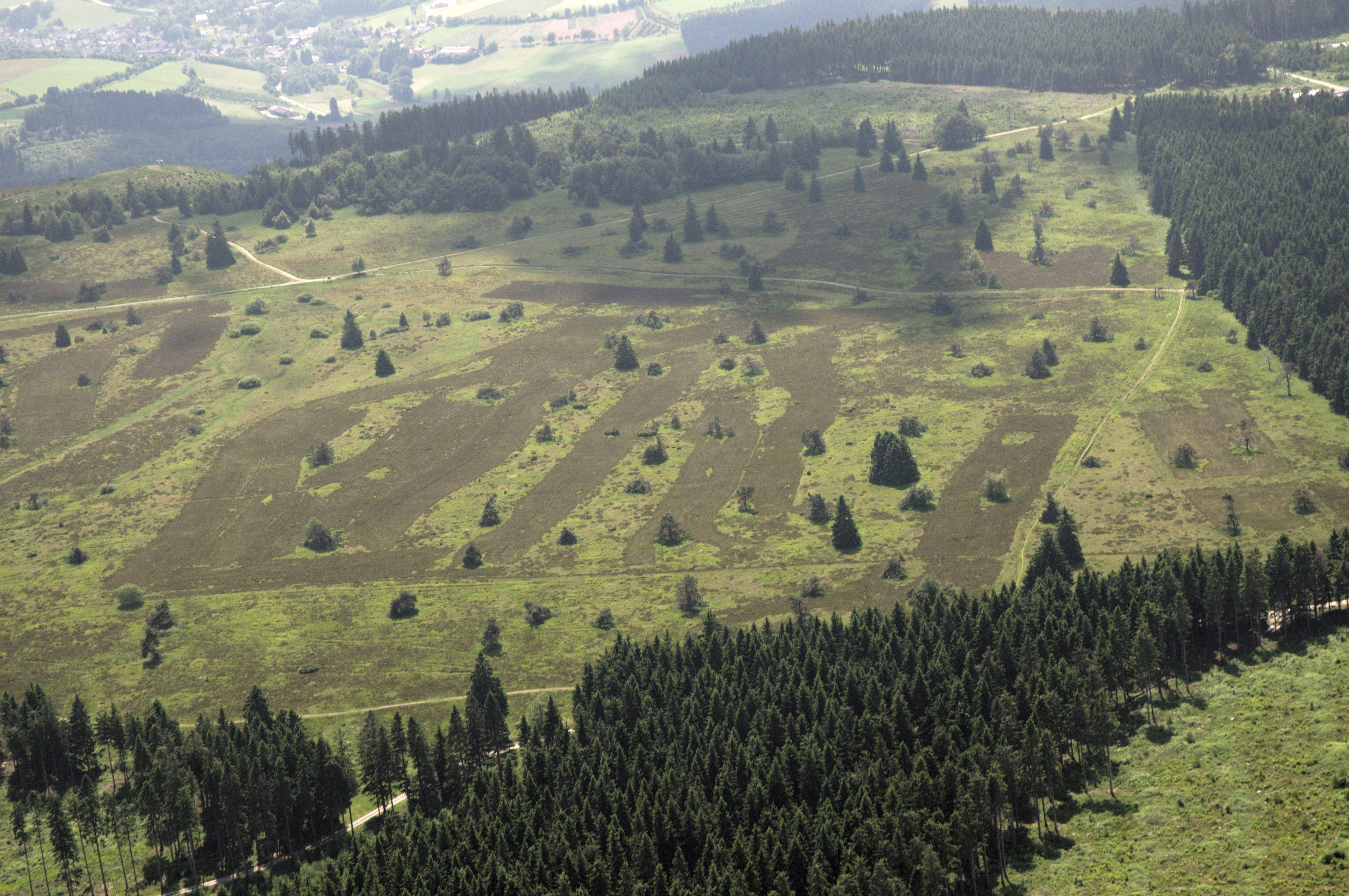
Westlicher Teil der Niedersfelder Hochheide aus der Luft
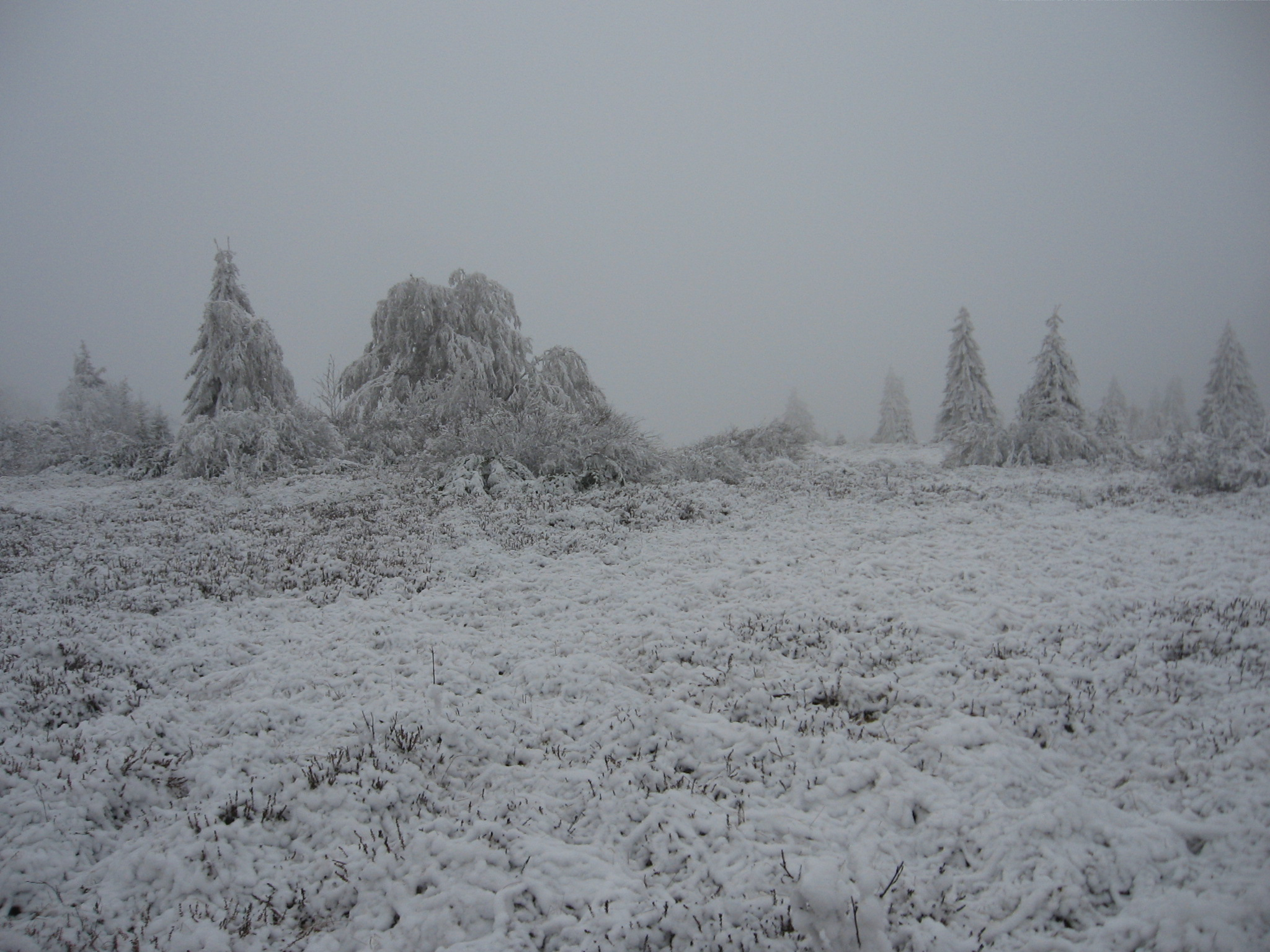
Neuer Hagen im Winter bei Nebel

## Fauna
Im Naturschutzgebiet Neuer Hagen kommen seltene Vogelarten wie Kuckuck, Wiesenpieper, Baumpieper und Raubwürger vor. Wobei Baumpieper und Wiesenpieper als die Charakterarten des Gebiets bezeichnet werden können. Vom Baumpieper konnten 2007 30 Brutreviere, welche sich über das gesamte Naturschutzgebiet verteilen, nachgewiesen werden. Beim Wiesenpieper wurden 2007 10 Brutreviere gefunden, welche sich sämtlich im praktisch gehölzfreien zentralen Heidebereich befinden. Bedingt durch den unterschiedlichen Gehölzbestand im Naturschutzgebiet haben sich die Bestände von Baum- und Wiesenpieper von 1965 bis 2007 deutlich verschoben. So wurden 1965 nur sieben Brutreviere vom Baumpieper und hingegen 64 vom Wiesenpieper nachgewiesen.
Weitere Brutvögel sind Bluthänfling, Rotkehlchen, Buchfink, Feldschwirl, Zilpzalp, Fitis, Heckenbraunelle, Mönchgrasmücke und Amsel. Ehemalige Brutvögel sind Heidelerche, Ziegenmelker, Bekassine und Birkhuhn. Ferner gab es früher Brutzeitbeobachtungen von Auerhuhn und Haselhuhn, wobei diese Arten aber wegen ihrer Anforderungen an den Brutplatz außerhalb des heutigen Gebiets gebrütet haben sollten.

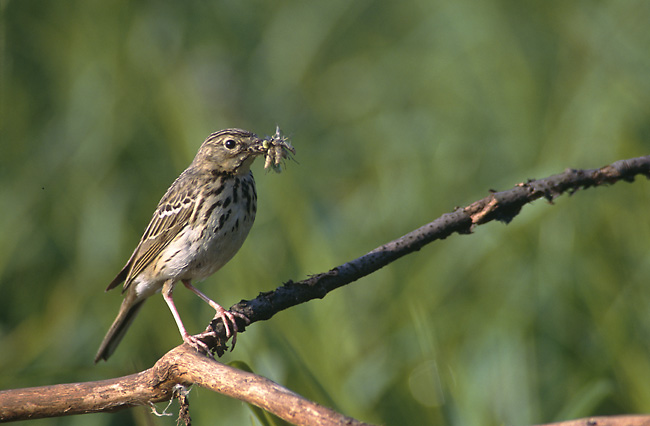
Baumpieper
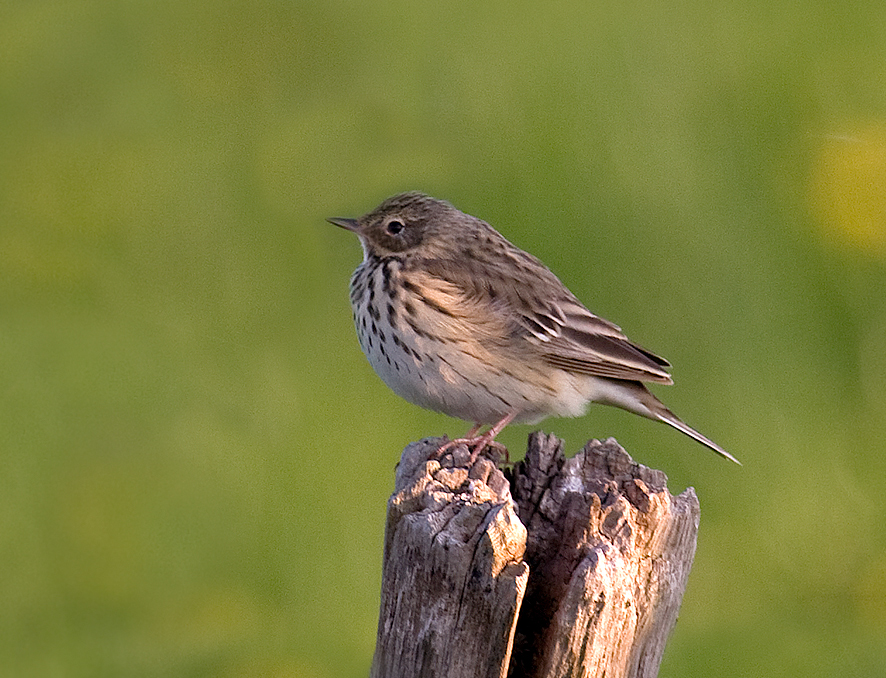
Wiesenpieper

## Flora
Das Landesamt für Natur, Umwelt und Verbraucherschutz Nordrhein-Westfalen dokumentierte im Schutzgebiet Pflanzenarten wie Arnika, Bach-Quellkraut, Besenheide, Blutwurz, Borstgras, Braun-Segge, Breitblättriges Knabenkraut, Drahtschmiele, Fieberklee, Flatter-Binse, Geflecktes Knabenkraut, Grau-Segge, Harzer Labkraut, Heidelbeere, Hirse-Segge, Igel-Segge, Moorbeere, Preiselbeere, Quell-Sternmiere, Quendelblättrige Kreuzblume, Schmalblättriges Wollgras, Schnabel-Segge, Sparrige Binse, Spitzblütige Binse, Sprossender Bärlapp, Sumpf-Veilchen, Sumpf-Weidenröschen, Wacholder, Wald-Hainsimse und Weißliche Hainsimse. 